# Totchagni
Totchagni è un arrondissement del Benin situato nella città di Dogbo (dipartimento di Kouffo) con 2.730 abitanti (dato 2006).